# Marignana
Marignana est une commune française située dans la circonscription départementale de la Corse-du-Sud et le territoire de la collectivité de Corse. Elle appartient à l'ancienne piève de Sevidentro, dans les Deux-Sevi.

## Géographie

Panorama de Marignana

### Situation
Marignana est une commune de l'intérieur du Vicolais, l'une des neuf communes du canton des Deux-Sevi. Elle est adhérente au parc naturel régional de Corse dans le « territoire de vie » nommée Dui Sevi bien que la partie nord seulement de la commune en soit intégrée. Elle se situe dans l'ancienne pieve de Sevenentro. Le village appartient à la piève de Sevidentro (la partie ouest de la commune, comprenant le hameau de Revinda, fait partie de la piève de Sevinfuori avec Piana).
Communes limitrophes

### Géologie et relief
Marignana est une commune de montagne située dans le « delà des monts », la partie granitique de l'île. Le site présente des montagnes de roches rouges émergeant d'une végétation verdoyante, épaisse, composée de châtaigniers, de chênes verts, de pins lariccio et d'un haut maquis. Elle ne possède pas de façade maritime.
Son territoire a une forme allongée, orientée NE-SO. Il est cintré en son milieu, barré par une portion de ligne de crête d'environ un kilomètre, allant de 1 119 m d'altitude au nord à 1 143 m au sud, avec au milieu la bocca d'Acquaviva, un col à 1 102 m d'altitude.
La partie orientale est composée :
- au nord, de la partie méridionale du bassin versant du ruisseau de Tavulella à son aval ; cette zone est la plus habitée avec les villages de Marignana et de Chidazzu,
- au sud, du vallon du ruisseau de Fiuminale.

La partie occidentale a une superficie à peu près équivalente. Elle est représentée :
- au nord, par le vallon du ruisseau de Sulleoni qui se jette dans l'Umbertacciu, affluent du Chiuni,
- au sud par le vallon du ruisseau de Fornellu, affluent du Chiuni.

Les deux vallons sont séparés par un court chaînon montagneux sur lequel a été bâti le village de Revinda à plus de 500 m d'altitude. La route D481 serpente sur la crête jusqu'au village où elle s'arrête en cul-de-sac.
Un sentier permet de relier Revinda au village de Marignana en franchissant la bocca d'Acquaviva.
Limites territoriales
- Le nord de la commune est délimité par une partie du fleuve Porto, depuis les gorges de Spelunca à l'ouest, jusqu'au « pont de Tavulella » de la route D84 à l'est.
- À l'est, c'est une ligne de crête qui la sépare de la commune de Cristinacce. Cette ligne orientée au sud, frôle le Monte Petricce (1 010 m), passe par u Capizzolu (1 012 m), Capu Sant' Anghiulu (1 273 m), Bocca d'Amarese (1 082 m) où passent les GR cités plus bas, Capu di Martignone (1 102 m), Bocca di Frassetu (1 077 m), Capu a a Forcella (1 202 m) jusqu'à la bocca a a Forcella (1 173 m).
- Au sud, sous la bocca a a Forcella naît le ruisseau de Conche, affluent du ruisseau de Pozzi. Les limites sont représentées par tout le cours du ruisseau de Conche, puis par une partie du cours du ruisseau de Pozzi. Elles se poursuivent par une ligne de crête orientée à l'ouest, passant par le monte Rotondu (879 m), atteignant ensuite plus de 900 m de hauteur avec un sommet de 1 081 m au lieu-dit Frigiatellu, s'orientant enfin au sud-ouest en passant par le Capu a e Forbice (1 065 m), Foce d'Esta, jusqu'au Capu di Calazzu (1 131 m). Cette démarcation sépare les communes de Marignana et de Balogna.

De Capu di Calazzu, une ligne de crête déclinant jusqu'à la cascade du ruisseau de  Bisacciolu (559 m) la sépare de la commune de Vico.
De ce point, la démarcation part à l'ouest jusqu'à la punta di Crulia (325 m) en suivant les flancs méridionaux de la punta di u Ghiniparellu, se poursuivant ensuite par une ligne de crête depuis la bocca di Gratella.
- À l'ouest, la démarcation remonte depuis la punta di Crulia jusqu'au ruisseau de l'Umbertacciu. Elle sépare les communes de Marignana et de Cargèse. Elle remonte ensuite le cours de l'Umbertacciu qui prend en amont le nom de ruisseau de Forcu a e Teghie (en aval il a pour nom Chiuni), avant de suivre une ligne de crête. Celle-ci démarre par la crête d'Aliscio, atteint le Capu di u Vitullu 1 331 m (traduction Tête de veau), sommet de la commune « à cheval » sur Piana et Marignana, puis d'un sommet voisin sans nom (1 301 m), se dirige à l'est en passant par le Capu a a Curnacchia (1 123 m), les Calle a e Pirellu (1 178 m), la bocca a u Fussu (1 065 m), le Capu a e Macenule (1 226 m), le Capu Pulellu (1 204 m) proche de l'ancienne mine de fer, le Capu a u Terraghju (1 185 m), le Capu a u Monte (1 110 m), la bocca a l'Arbitru (721 m), pour descendre jusqu'au lit du ruisseau de Tavulella dans les Gorges de Spelunca.

### Hydrographie
Commune de montagne, Marignana possède un réseau hydrographique très dense. Plusieurs cours d'eau prennent naissance sur son territoire.
Ils sont : 
dans la partie orientale
- Ruisseau de Fiuminale nom de la rivière de Sagone à sa source[1] qui naît au sud-est du village de Marignana, à 1 101 m d'altitude sur le flanc septentrional du monte Sant' Anghiulu (1 273 m) ;
- Rivière de Tavulella[2] nom de la rivière de Porto en amont du pont de Zaglia, qui délimite au nord la commune avec celle d'Évisa. Il est alimenté rive gauche, par le ruisseau de Crocicchia[3], le ruisseau d'Alzelli et ruisseau de Campi Solcu[4] pour ne citer que les plus importants ;

dans la partie occidentale
- Rivière Chiuni qui porte en amont les noms de ruisseau de Sulleoni ou ruisseau de l'Umbertacciu ou Ruisseau de Riogna[5], et trois de ses aflluents :
- Ruisseau d'Ambione[6], long de 2,2 km,
- Ruisseau de Milari[7], long de 2,6 km,
- Ruisseau de Fornellu ou ruisseau de Piazzilellu en amont[8], long de 6,9 km.

### Climat et végétation
Commune de montagne, Marignana bénéficie néanmoins d'un climat méditerranéen maritime aux écarts thermiques modérés grâce à l'influence de la mer voisine. En hiver, il ne gèle que rarement sur sa partie occidentale à l'étage méditerranéen, entre 20 et 600 mètres d'altitude. Sa partie orientale, à l'étage subméditerranéen, de 600 m à 1 200 m d'altitude, comporte les deux principaux lieux habités de la commune : Marignana et Chidazzu, qui sont construits entre 650 et 715 m. En hiver, la neige y est quelquefois abondante ainsi que sur les hauteurs environnantes.
L'été est chaud ; mais le pouvoir rafraîchissant de la montagne s'y fait ressentir. Les automnes s'achèvent souvent par des pluies orageuses méditerranéennes. Cependant les habitants de ce village ne voient que très peu le soleil l'hiver.Grace a l’humidite Qui règne dans ce village Marignana est devenu un des endroits les plus prolifiques pour la cueillette des champignons
Selon Météo-France, Marignana a connu lors de la nuit 31 juillet au 1er août 2017, la température nocturne la plus élevée jamais enregistrée en France métropolitaine. Durant cette nuit, la température n'est pas descendu en deçà de 30,5 °C, notamment en raison du sirocco.
Le 18 août 2022, une rafale de vent de 225 km/h est mesurée au passage d'un violent orage.
La couverture végétale est luxuriante. Elle varie en fonction de l'altitude. À l'étage méditerranéen, prédominent le chêne vert, pin de Corte et dans certains secteurs le chêne liège. L'olivier s'est développé en plaine. On trouve aussi les espèces typiquement méditerranéennes comme la bruyère blanche, l'arbousier ou le lentisque. À l'étage subméditerranéen, supérieur à 600 m d'altitude, soit sur les hauteurs à l'alentour de Revinda, on trouve partie de la grande chênaie verte d'Esigna-Revinda-Menasina-Paomia d'une superficie de 803 ha, associés à un haut maquis à bruyères blanche et à arbousiers à Paomia, au frêne orne à Esigna et à l'olivier à Menasina. Plusieurs apiculteurs y produisent d'excellents miels de maquis au printemps.

### Voies de communication et transports

#### Accès routiers
Le village de Marignana est accessible par la D24, une route en boucle à partir de la D84. Revinda son hameau n'est pas accessible depuis le village même car séparé par une ligne de crête avec Bocca d'Acquaviva, un col à 1 102 m d'altitude traversé uniquement par les GR. Pour ce faire il faut emprunter la route D81 à partir de la commune de Cargèse.

#### Transports
Il n'existe aucun transporteur (transports de voyageurs, transports de marchandises) à Marignana. Pour utiliser les transports en commun, il faut se rendre aux plus proches lieux qui sont :
- la gare de Sarrola-Carcopino, distante par route, d'environ 68 km ;
- le port de commerce d'Ajaccio, distant de 68 km ;
- l'aéroport d'Ajaccio Napoléon Bonaparte, distant de 71 km.

## Urbanisme

### Typologie
Au 1er janvier 2024, Marignana est catégorisée commune rurale à habitat dispersé, selon la nouvelle grille communale de densité à sept niveaux définie par l'Insee en 2022.
Elle est située hors unité urbaine. Par ailleurs la commune fait partie de l'aire d'attraction d'Ajaccio, dont elle est une commune de la couronne,. Cette aire, qui regroupe 79 communes, est catégorisée dans les aires de 50 000 à moins de 200 000 habitants,.

### Occupation des sols
L'occupation des sols de la commune, telle qu'elle ressort de la base de données européenne d’occupation biophysique des sols Corine Land Cover (CLC), est marquée par l'importance des forêts et milieux semi-naturels (99 % en 2018), une proportion identique à celle de 1990 (99 %). La répartition détaillée en 2018 est la suivante : 
forêts (48,8 %), espaces ouverts, sans ou avec peu de végétation (28,9 %), milieux à végétation arbustive et/ou herbacée (21,3 %), zones agricoles hétérogènes (0,6 %), prairies (0,4 %). L'évolution de l’occupation des sols de la commune et de ses infrastructures peut être observée sur les différentes représentations cartographiques du territoire : la carte de Cassini (XVIIIe siècle), la carte d'état-major (1820-1866) et les cartes ou photos aériennes de l'IGN pour la période actuelle (1950 à aujourd'hui).

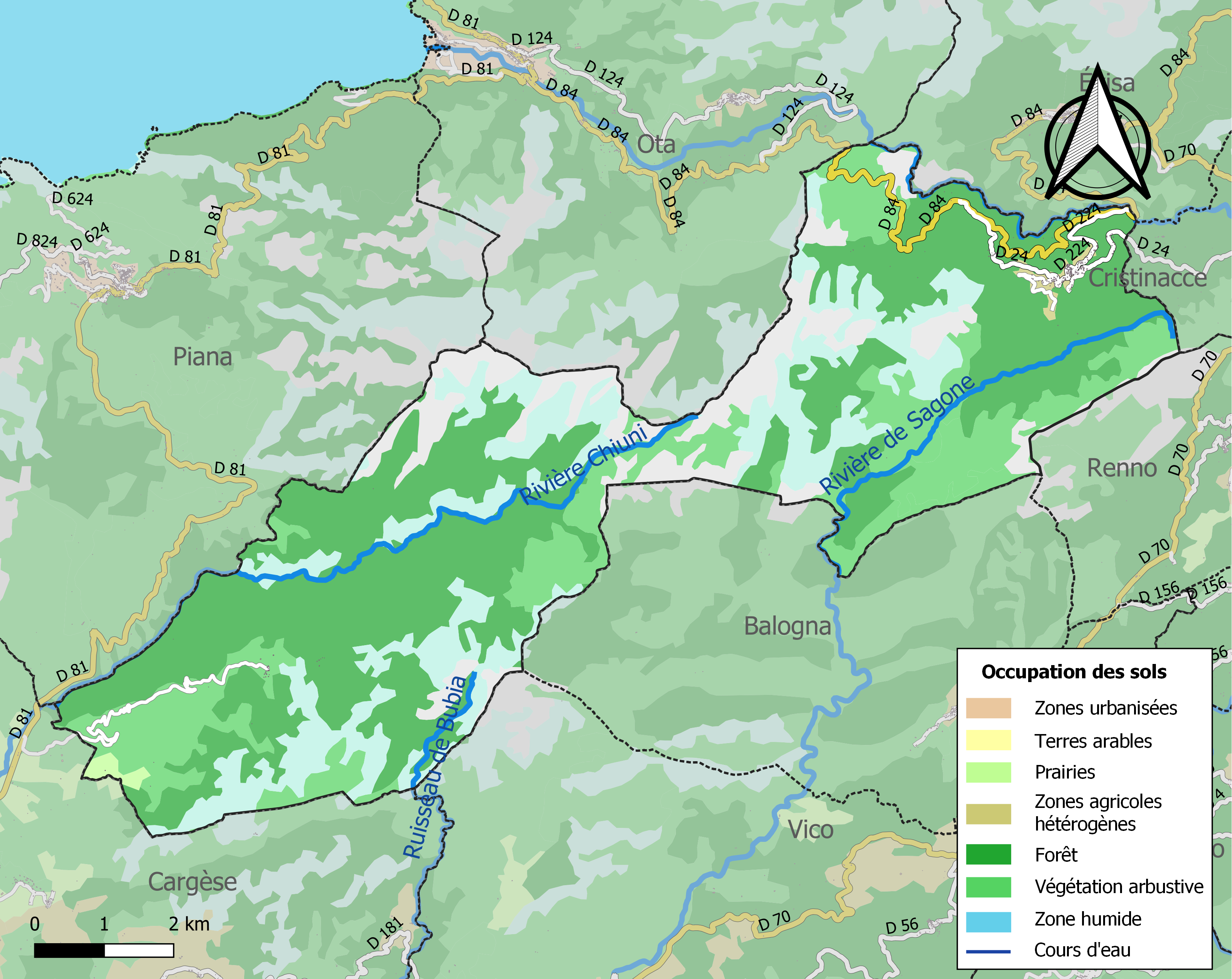
Carte des infrastructures et de l'occupation des sols de la commune en 2018 (CLC).
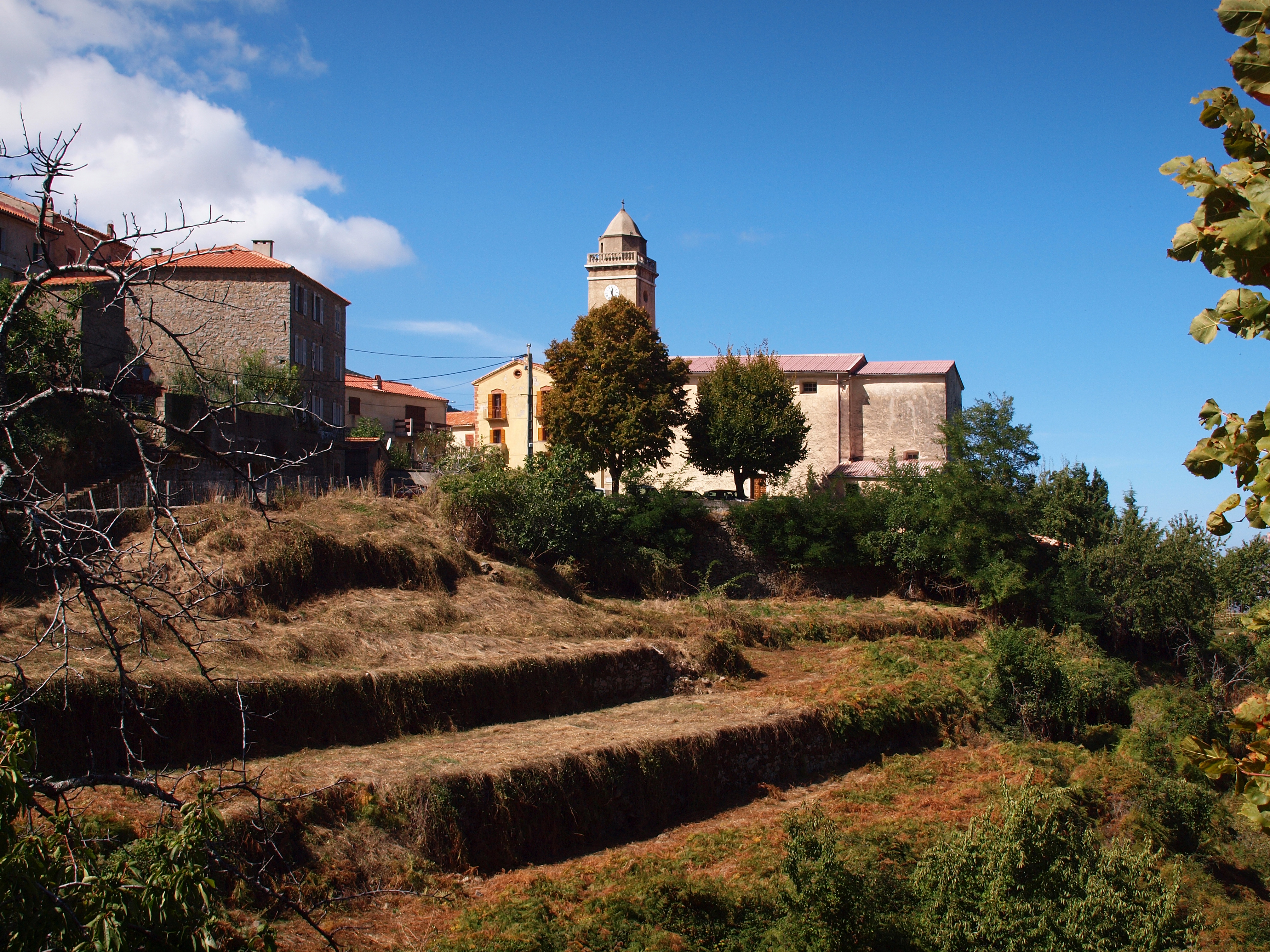
L'église paroissiale de Marignana

### Morphologie urbaine
Compte tenu de la géographie du territoire, la population est répartie en trois lieux habités :

#### Marignana village

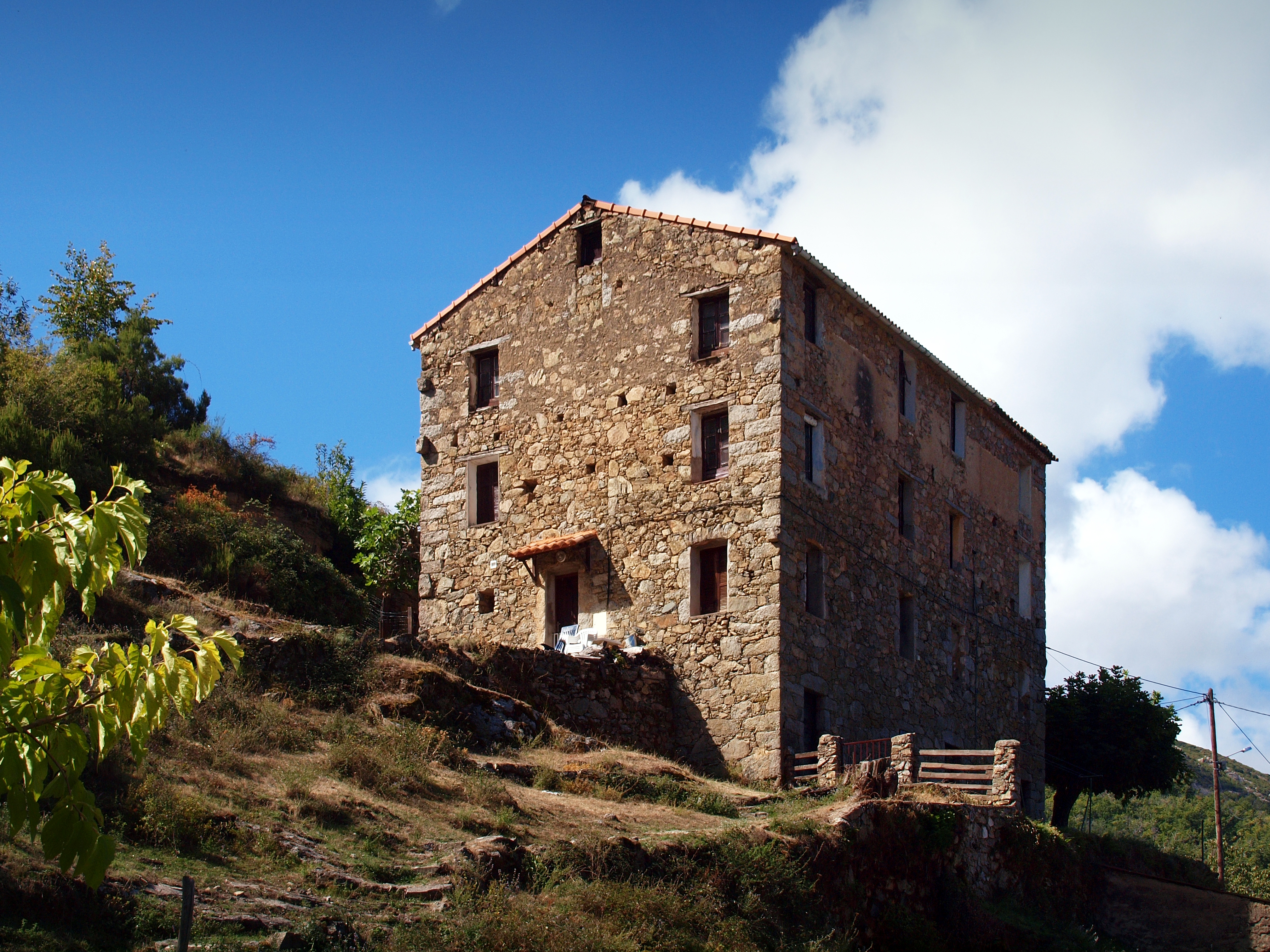
Maison à Marignana

Marignana est bâti autour de son église paroissiale Saint-Jacques (715 m d'altitude), sur les flancs nord-ouest du Monte Petricce (1 010 m). Il comprend deux anciens hameaux : Montemaio à l'est, et Montemaggiore au sud-ouest. L'habitat est celui typique des villages de montagnes corses, avec des constructions de pierre de caractère, certaines hautes maisons possédant des porches sculptés ou des modillons.
Son cimetière est situé au nord-est du village.

#### Chidazzu

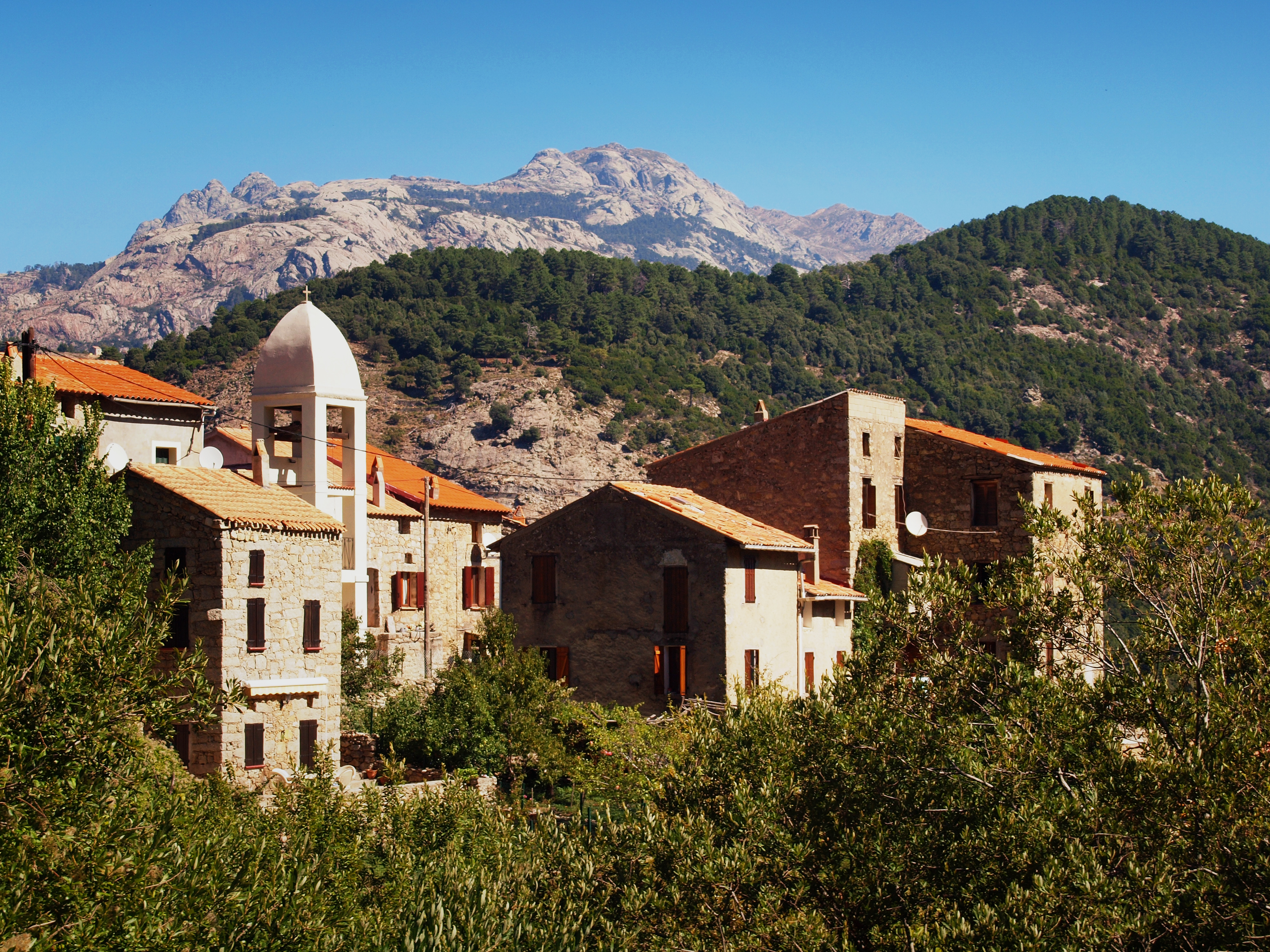
Chidazzu

Chidazzu autrefois un village, est aujourd'hui un hameau de Marignana. Il aurait été fondé par des bergers niolins au début du XVIe siècle. En effet, pour se rendre du Niolo dans la vallée du Porto, ceux-ci empruntaient le sentier de la transhumance (devenu de nos jours le GR Mare a mare Nord) qui passe par le col de Vergio ainsi que par le pont génois de Zaglia qui franchit le ruisseau de Tavulella près de sa confluence avec le ruisseau d'Aïtone, dans les Gorges de Spelunca.
Chidazzu se situe à 655 m d'altitude, à un kilomètre à l'ouest du village de Marignana ; il est desservi par la route D24.

#### Revinda
Revinda est un petit village au sud-ouest de la commune, dans une vallée accessible uniquement par la D481, depuis sa jonction avec la D81 (Cargèse). S'y trouvent une chapelle et un cimetière.
Au XVe siècle, Revinda a été durant une courte période, le centre d'une pieve. Son existence a été révélée par des travaux historiques. Toutefois son territoire semble cependant avoir été rapidement intégré à celui de Salogna ainsi que le font apparaître des sources d'archives de la fin du XVe siècle. Il avait été abandonné à la fin du siècle par crainte des infidèles.

### Aménagements
La commune dispose de :
- un centre d'épuration au nord-ouest du village de Marignana ;
- un réservoir d'eau sous le col de bocca di u Mamucciu au sud du village de Marignana ;
- un stade de football à 805 m d'altitude, à proximité du réservoir d'eau.
- Jadis existaient plusieurs fours à pain publics dans le village. On peut encore en découvrir de nos jours.

## Histoire

### Moyen Âge
Dans un document de 1485 témoignant de l'occupation de la région, dix-sept villae sont mentionnées dont Revinda. Il n'est pas fait mention de Marignana ni de Chidazzu qui semblent avoir été fondés peu après.
Marignana aurait été fondé à la fin du XVe siècle ou au début du XVIe siècle. Son nom apparait pour la première fois dans un document de 1530. Toutefois, dans la parution Corse : Éléments pour un dictionnaire des noms propres - Recherches de A.-D. Monti sur une préface de J. Fusina ADECEC, Marignano est cité comme lieu habité vers 1520. Chidazzu dont l'église Saint-Nicolas était l'annexe jusqu'à la fin du XVIe siècle de l'église piévane Saint-Jean-Baptiste de Marignana, aurait donc été fondé au cours du siècle.
La communauté se situe dans la Terra dei Signori, opposée à la Terra dei Comune (entre Calvi, Miomo et Solenzara) et au Cap Corse.
Au début du XVIe siècle, vers 1520, la pieve de Sevenentro (ou pieve de Seve Ingrentu tel que dans le rapport de monseigneur Mascardi en 1589) qui avait pour lieux habités : le Cristinachie, Marignano, Évisa, Taxo (village de Tassu ruiné à l'E-NE de Marignana, sur Cristinacce) et Laragio (l'Araghju). De ce dernier qui a disparu, subsiste de nos jours sur les cartes le nom de « Fontaine d'Araghiu » située au nord de Chidazzu. La communauté de Marignano était le centre de la pieve et l'ancienne église Saint-Jean-Baptiste dont il ne reste plus rien, était l'église piévane.
Au nord-ouest, le Sevenentro était bordé par la pieve de Sia, soit la vallée du Porto qui était inhabitée à cause d'incessantes attaques des corsaires, qui n'avait que Ota pour lieu habité et ne comptait qu'environ 250 habitants.

### Temps modernes
Au mois d'avril 1564, une flotte turque de treize galiotes arrive dans le golfe de Chiuni. Cinq cents Turcs, parmi lesquels beaucoup de janissaires, débarquent et prennent la direction de Sevendentro. Arrivés tout d'abord au village de Chidazzo, ils enlèvent quatre hommes et dix femmes. Aussitôt alertés, tous les hommes de la pieve se mirent en  mouvement ; ceux de Chidazzo et de Marignana prirent les armes pour barrer le passage aux Turcs. 

« Les paysans qui n'étaient guère plus de quinze, mais le passage qu'ils défendaient était d'une extrême difficulté, attaquèrent les Turcs et les arrêtèrent assez longtemps pour que Giovanni de Cristinacce, l'un des principaux habitants de l'endroit, attiré par le bruit, arrivât avec une troupe d'une soixantaine d'hommes composée de ses frères et d'autres gens du pays. Ils se mirent résolument de la partie et tuèrent environ deux cents hommes aux Turcs qui, tout trempés d'eau, harassés par la marche, avaient pris la fuite dans ces sentiers inconnus et malaisés. Outre ceux qui furent tués, plus d'une centaine se noyèrent encore dans les eaux de la Pianella que les pluies avaient considérablement grossies. Les chrétiens ne perdirent qu'un homme et enlevèrent aux Turcs tout le butin qu'ils avaient fait. »

— Anton Pietro Filippini in Chronique, traduction de l'Abbé Letteron in Histoire de la Corse - Tome III, page 101
Vers la fin du XVIe siècle, par crainte des attaques des barbares infidèles, le village de Revinda avec son territoire a été totalement abandonné par ses habitants qui s'étaient retirés de la côte pendant les guerres précédentes, pour trouver refuge dans des montagnes arides et stériles.
Au début du XVIIIe siècle, la pieve di Sevidentro comportait les communautés d'Évisa (208 habitants), de Marignana (117 habitants) et de Ghidazzo (Chidazzu) (32 habitants). Elle était située dans la province de Vico et se trouvait dans le ressort de sa juridiction.
En 1790, le Sevidentro devient le canton d'Évisa.

### Époque contemporaine

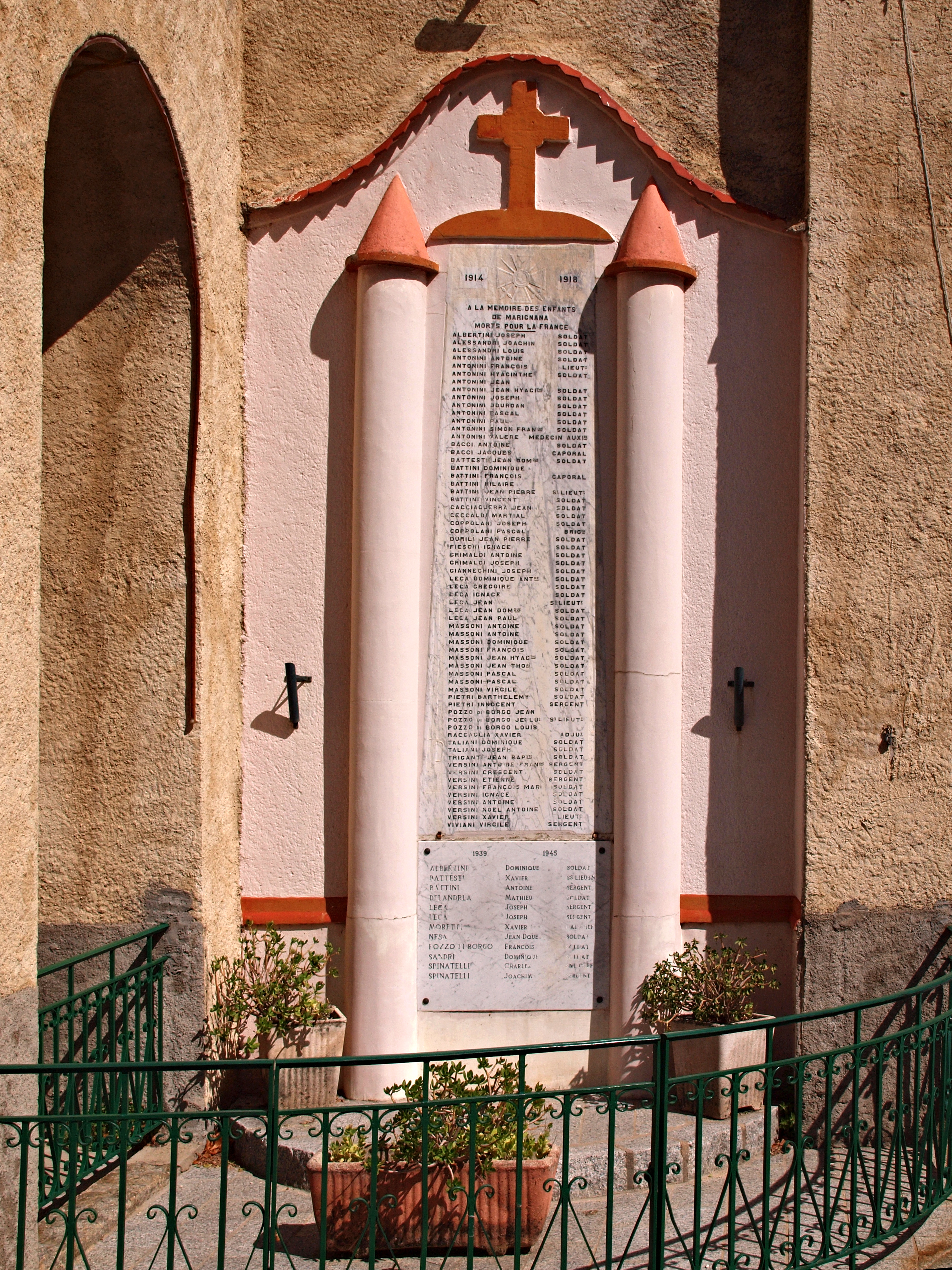
Monument aux morts

La commune de Marignana a payé un lourd tribut lors de la Première guerre mondiale. (Cf. liste de ses enfants morts sur le monument aux morts).
Elle a été un haut lieu de la Résistance pendant la seconde guerre mondiale. Les agents de la mission secrète Pearl Harbour arrivés le 14 décembre 1942 par le sous marin Casabianca sont aidés par des habitants (hébergement, renseignements sur les positions de l'ennemi, recrutement), notamment par la famille Nesa. Ils doivent poursuivre leur mission à travers toute la Corse pour coordonner les réseaux de résistance en vue d'un débarquement français.
En 1954, Marignana fait partie du canton d'Évisa qui est composé des communes de Cristinacce, Évisa, Marignana, Osani, Partinello, Serriera. À cette date, la commune de Marignana comptait 544 habitants.
En 1973 est formé le canton des Deux-Sevi avec la fusion des anciens cantons de Piana et d'Évisa.

## Politique et administration

### Liste des maires
| Début mandat | Fin mandat | Nom            | Prénom                      | Parti |
| vers 1800    | 1807       | Versini        | Anton Francesco             | ?     |
| 1807         | 8/1814     | Castellani     | Fabiano                     | ?     |
| 8/1814       | 6/1821     | Versini        | Innocenzio                  | ?     |
| 6/1821       | 11/1824    | Castellani     | Fabiano                     | ?     |
| 11/1824      | 10/1830    | Versini        | Giuseppe                    | ?     |
| 10/1830      | 5/1831     | Pozzo di Borgo | Saverio                     | ?     |
| 5/1831       | 2/1832     | Versini        | Paolo                       | ?     |
| 2/1832       | 11/1840    | Massoni        | Anton Francesco             | ?     |
| 11/1840      | 9/1843     | Pietri         | Natale                      | ?     |
| 9/1843       | 1/1847     | Coppolani      | Salvadore                   | ?     |
| 1/1847       | 7/1848     | fieschi        | Serafino                    | ?     |
| 7/1848       | 6/1866     | Antonini       | Giovanni                    | ?     |
| 6/1866       | 9/1870     | Grimaldi       | Tomaso                      | ?     |
| 9/1870       | 3/1874     | Pozzo di Borgo | Saverio                     | ?     |
| 3/1874       | 1/1878     | Versini        | Pasquale                    | ?     |
| 1/1878       | 3/1881     | Mattei         | Antonio                     | ?     |
| 3/1881       | 5/1884     | Massoni        | Pietro                      | ?     |
| 5/1884       | 6/1888     | Versini        | Pasquale                    | ?     |
| 6/1888       | 6 /1892    | Pietri         | Simon Giovanni              | ?     |
| 6/1892       | 5/1896     | Fieschi        | Domenico Francesco          | ?     |
| 5/1896       | ?          | Versini        | François Antoine            | ?     |
| 1957         | Mme        | Versini        | Lucette                     |       |
| 1958         | 1973       | Antonini       | Dominique (dit Sterpalegnu) |       |
| 1973         | 1983       | Massoni        | Antoine-Martin              |       |
| 1983         | 2008       | Versini        | Sauveur                     | DVD   |
| 2008         | 2020       | Massoni        | Antoine-Martin              | DVG   |
| 2020         | 2026       | Ceccaldi       | Mathieu                     |       |
| ------------ | ---------- | -------------- | --------------------------- | ----- |

### Conseil municipal
| Début mandat | Fin mandat | Nom        | Prénom      | Profession                                                                                                   |
| 2020         | 2026       | ALESSANDRI | Christine   | Professions libérales                                                                                        |
| 2020         | 2026       | ANNON      | Daniel      | Anciens cadres                                                                                               |
| 2020         | 2026       | CECCALDI   | Mathieu     | Maire, Personnel des services directs aux particuliers                                                       |
| 2020         | 2026       | CHARROL    | Jean-Louis  | Agriculteurs sur petite exploitation                                                                         |
| 2020         | 2026       | DI SCALA   | Jean-Claude | Second adjoint au maire, Personnes diverses sans activité professionnelle de 60 ans et plus (sauf retraités) |
| 2020         | 2026       | LECA       | Sandrine    | Employés civils et agents de service de la fonction publique                                                 |
| 2020         | 2026       | POMPEANI   | Anthéa      | Elèves, étudiants                                                                                            |
| 2020         | 2026       | SAGNET     | Laurence    | Professions intermédiaires administratives de la fonction publique                                           |
| 2020         | 2026       | SCIOCCA    | Eric        | Employés de commerce                                                                                         |
| 2020         | 2026       | VERSINI    | André       | Premier adjoint au maire, anciens employés                                                                   |
| 2020         | 2026       | VERSINI    | Jean-Michel | Ingénieurs et cadres techniques d'entreprise                                                                 |
| ------------ | ---------- | ---------- | ----------- | --- |

## Population et société

### Démographie
L'évolution du nombre d'habitants est connue à travers les recensements de la population effectués dans la commune depuis 1800. Pour les communes de moins de 10 000 habitants, une enquête de recensement portant sur toute la population est réalisée tous les cinq ans, les populations de référence des années intermédiaires étant quant à elles estimées par interpolation ou extrapolation. Pour la commune, le premier recensement exhaustif entrant dans le cadre du nouveau dispositif a été réalisé en 2005.

En 2022, la commune comptait 102 habitants, en évolution de −6,42 % par rapport à 2016 (Corse-du-Sud : +7,61 %, France hors Mayotte : +2,11 %).
| 1800 | 1806 | 1821 | 1831 | 1836 | 1841 | 1846 | 1851 | 1856 |
| ---- | ---- | ---- | ---- | ---- | ---- | ---- | ---- | ---- |
| 451  | 502  | 580  | 663  | 624  | 671  | 666  | 710  | 739  |

| 1861 | 1866 | 1872 | 1876 | 1881 | 1886  | 1891  | 1896 | 1901  |
| ---- | ---- | ---- | ---- | ---- | ----- | ----- | ---- | ----- |
| 745  | 802  | 934  | 960  | 895  | 1 002 | 1 147 | 943  | 1 002 |

| 1906 | 1911 | 1921 | 1926 | 1931 | 1936 | 1946 | 1954 | 1962 |
| ---- | ---- | ---- | ---- | ---- | ---- | ---- | ---- | ---- |
| 917  | 857  | 905  | 859  | 905  | 880  | 504  | 544  | 213  |

| 1968 | 1975 | 1982 | 1990 | 1999 | 2005 | 2006 | 2010 | 2015 |
| ---- | ---- | ---- | ---- | ---- | ---- | ---- | ---- | ---- |
| 150  | 105  | 90   | 120  | 101  | 102  | 104  | 102  | 106  |

| 2020 | 2022 | - | - | - | - | - | - | - |
| ---- | ---- | - | - | - | - | - | - | - |
| 106  | 102  | - | - | - | - | - | - | - |

### Enseignement
Les écoles primaires publiques les plus proches sont situées à Évisa (7 km)), Ota (13 km), Porto (17 km) et Vico (20 km). Le collège nationalisé Camille-Borossi, le plus proche, se trouve à Vico, et les lycées à Ajaccio.

### Santé
Les médecins les plus proches sont installés à Ota (13 km), Vico (20 km) et Sagone (32 km), les pharmacies à Porto (17 km) et Vico.
Se trouvent aussi des infirmiers à Ota, Vico et Letia (20 km). Masseurs kinésithérapeutes et un centre médico-psychologique et centre d'accueil thérapeutique à temps partiel - hôpital de jour, se trouvent à Sagone. Le centre hospitalier le plus proche se situe à Ajaccio.

### Cultes
- le 17 janvier est fêté saint Antoine Abbé, le saint patron. Sa statue qui a sa place dans l'église paroissiale Saint-Jacques, est portée en procession par les confrères de Marignana.
- La fête paroissiale et votive de Saint-Jacques est traditionnellement célébrée le dernier weekend du mois de juillet. Sa statue, située dans une châsse à gauche du maître-autel de l'église paroissiale qui lui est dédiée, est portée en procession jusqu'à la croix en bois située à la sortie nord du village (quartier Costa). Durant deux jours sont organisés des bals et animations.

### Sports et loisirs

#### Randonnées
La commune est traversée par deux sentiers de grande randonnée :
- le GR Tra Mare e monti
- le GR Mare a mare Nord

Ces deux sentiers qui n'en font qu'un lors de la traversée de la commune pour rejoindre Cargèse, comportent deux refuges : un refuge à 620 m d'altitude, à environ 800 m à l'est de Revinda, et un refuge au nord-est de Marignana village, à 500 m de celui-ci.

## Économie

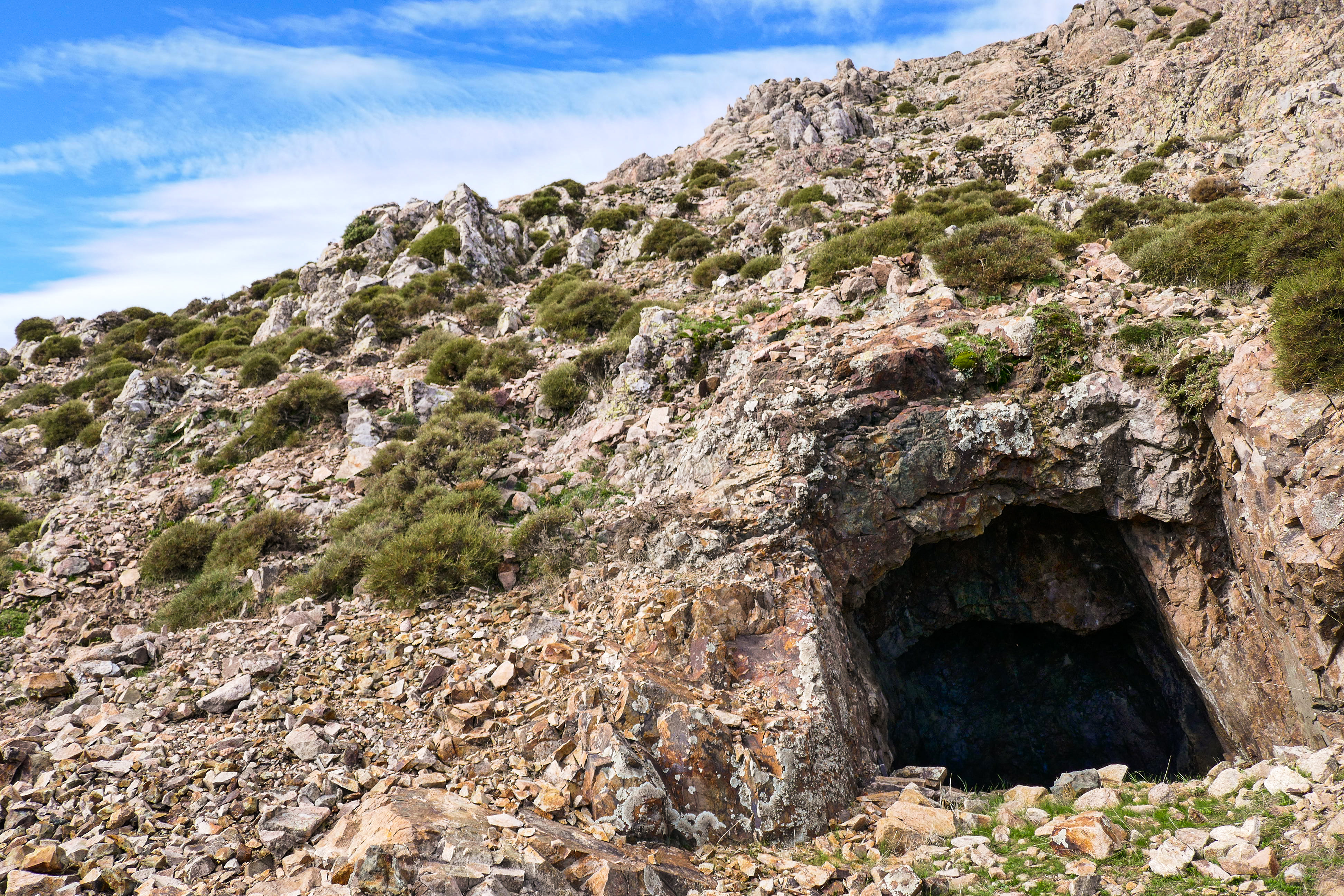
Galerie de la mine de Gradi

Autrefois, le sous-sol apportait une certaine prospérité à la communauté. Au début du XIXe siècle des mines de cuivre étaient exploitées à environ 4 km au nord-est de Revinda, en bordure du ruisseau de Sulleoni. Trois puits existaient aux lieux-dits Revinda, Gradi et Livida Mala, en bordure du ruisseau de Sullione.
Des affleurements de minerais métalliques avaient été découverts en 1857 par Jean-Thomas Versini, originaire de Marignana. Plusieurs tentatives successives de mise en valeur de cette "concession de Prunelli-Marignana" seront conduites jusqu'en 1913. Les travaux entrepris en 1860 par le découvreur, allié à un concessionnaire des bains et lavoirs municipaux parisiens, sont rapidement interrompus. Ils reprennent en 1899 sous la direction des deux associés. En 1902, ils cèdent leurs droits à l'entrepreneur parisien André Huguet. Le 3 septembre 1903, ce dernier obtient la concession minière dite de Prunelli. Il fait procéder à d'importants aménagements caractérisés par la réalisation de galeries et de travers-bancs, d'une descenderie ainsi que par la construction de dépendances et de logements d'ouvriers à proximité de la mine. Cette exploitation est abandonnée jusqu'en 1905, en raison des coûts de production et des difficultés de transport, après avoir permis l'extraction d'environ 600 tonnes de minerai contenant 7 à 9 % de cuivre. La reprise de la concession, en 1906, par la "Société des mines de Prunelli", propriétaire des mines de plomb de l'Argentella, ne mettra pas fin à cette inactivité. La dernière autorisation de recherche accordée en 1913 sera en effet sans lendemain.
Des filons minéralisés (en plomb, zinc, fer, argent) découverts au lieu-dit Gradi à quatre kilomètres à l'ouest du village de Marignana, sous la crête de Capu Maccenule vers 1 150 m d'altitude, ont justifié la réalisation vers 1900 d'une courte galerie d'exploration desservie par un chemin muletier à partir du col de la Femina Morta. Ces travaux restés infructueux complètent les aménagements, encore partiellement observables aujourd'hui, de cet espace minier.
Sur les hauteurs, la présence des ruines de plusieurs bergeries témoignent d'un passé agro-pastoral prospère.

## Culture locale et patrimoine

### Lieux et monuments

#### Égliseparoissiale Saint-Jacques

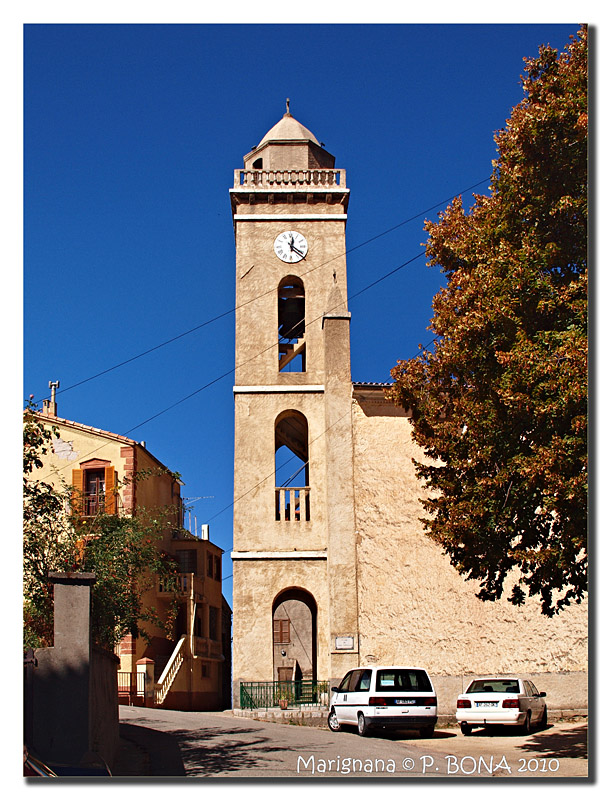
Église paroissiale Saint-Jacques

L'édifice religieux datant limite XVe et XVIe siècles, plusieurs fois remanié, est repris à l'Inventaire général du patrimoine culturel.
L'église renferme un tabernacle en bois du début XVIIIe siècle classée Monument historique.

#### Église Saint-Jean-Baptiste
L'église est dite église piévane Saint-Jean de Sevenentro. Elle fut l'église principale de la pieve de Sevendentro pendant le Moyen Âge. L'édifice « situé en un lieu montueux et champêtre, distant de plusieurs milles des habitations » comme l'indique, en 1589, le rapport de visite de Monseigneur Mascardi, visiteur apostolique, est un édifice modeste, « dépourvu de tout ». À la fin du XVIe siècle, on y célèbre la messe, les jours de fête. Au XVIIe siècle, l'église est désaffectée et ses revenus rattachés à un canonicat de l'évêché de Sagone. Elle est entièrement détruite. Elle est reprise à l'Inventaire général du patrimoine culturel.

#### Église Saint-Nicolas
Cette église à Chidazzu, se situe à 200 m du village. Elle était l'annexe de l'église piévane saint Jean-Baptiste de Sevenentro jusqu'à la fin du XVIe siècle ; elle est reprise à l'Inventaire général du patrimoine culturel.
L'édifice religieux comporte une sculpture en bas-relief Vierge à l'Enfant entre saint Nicolas et saint François Xavier classée Monument historique.

La cloche de l'église du 4e quart du XVIe siècle est également classée Monument historique.

#### Église Saint-Siméon

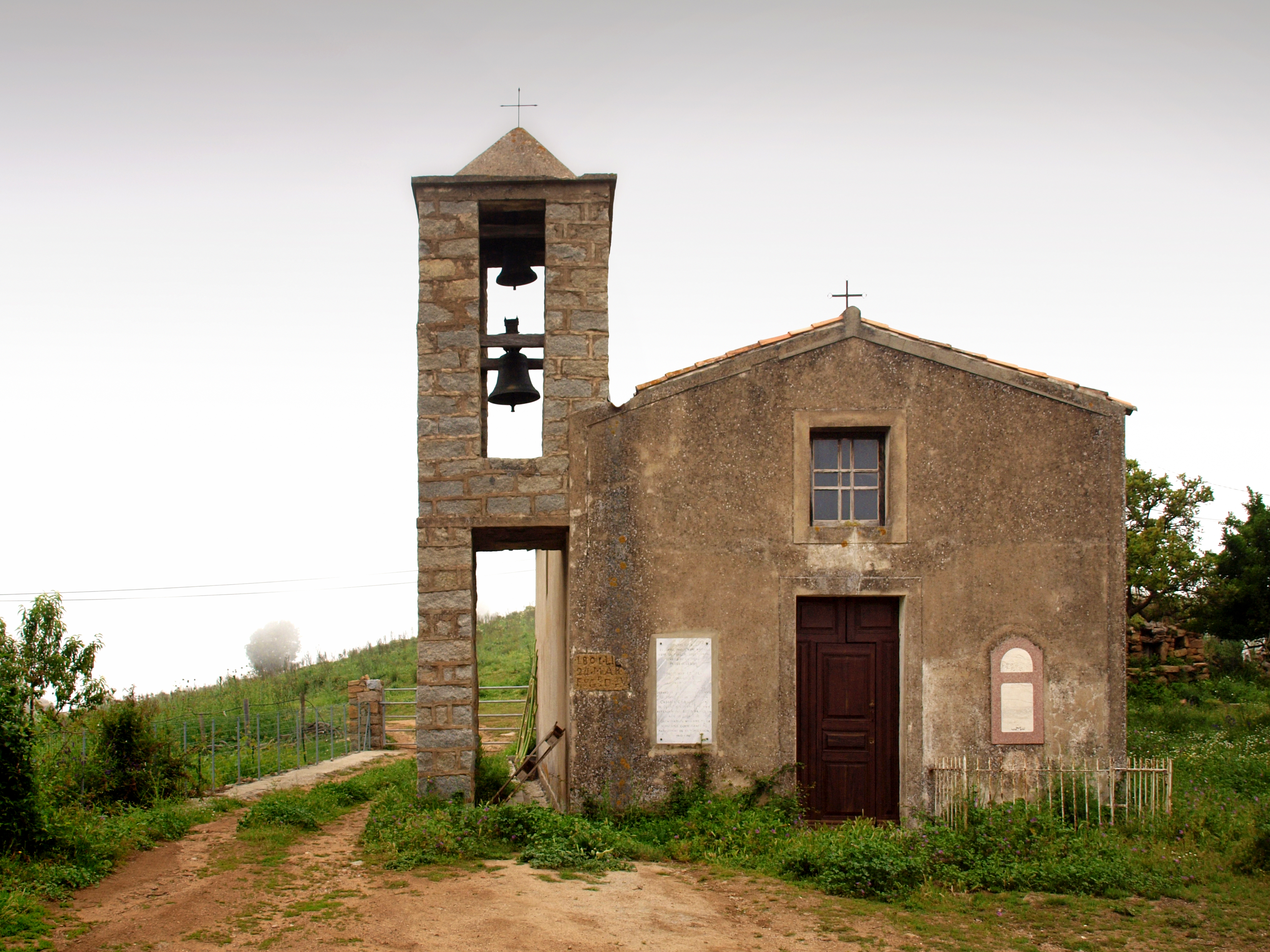
Église Saint-Siméon

L'église Saint-Siméon du début XIXe siècle, se situe à Revinda. Elle est reprise à l'Inventaire général du patrimoine culturel.

#### Chapelle Santa Degna
C'est un édifice roman ruiné, situé à un peu plus de 2 km « à vol d'oiseau » à l'O-SO du village de Marignana. Le culte voué à sainte Degna est une exception en Corse. Cette sainte martyrisée au IVe siècle est quasiment inconnue. Elle n'est fêtée que dans un village d'Italie.

#### Église Saint-François-Xavier
L'église Saint-François-Xavier à Chidazzu, date du milieu XVIIe siècle. Elle a été récemment entièrement restaurée. Elle est reprise à l'Inventaire général du patrimoine culturel.

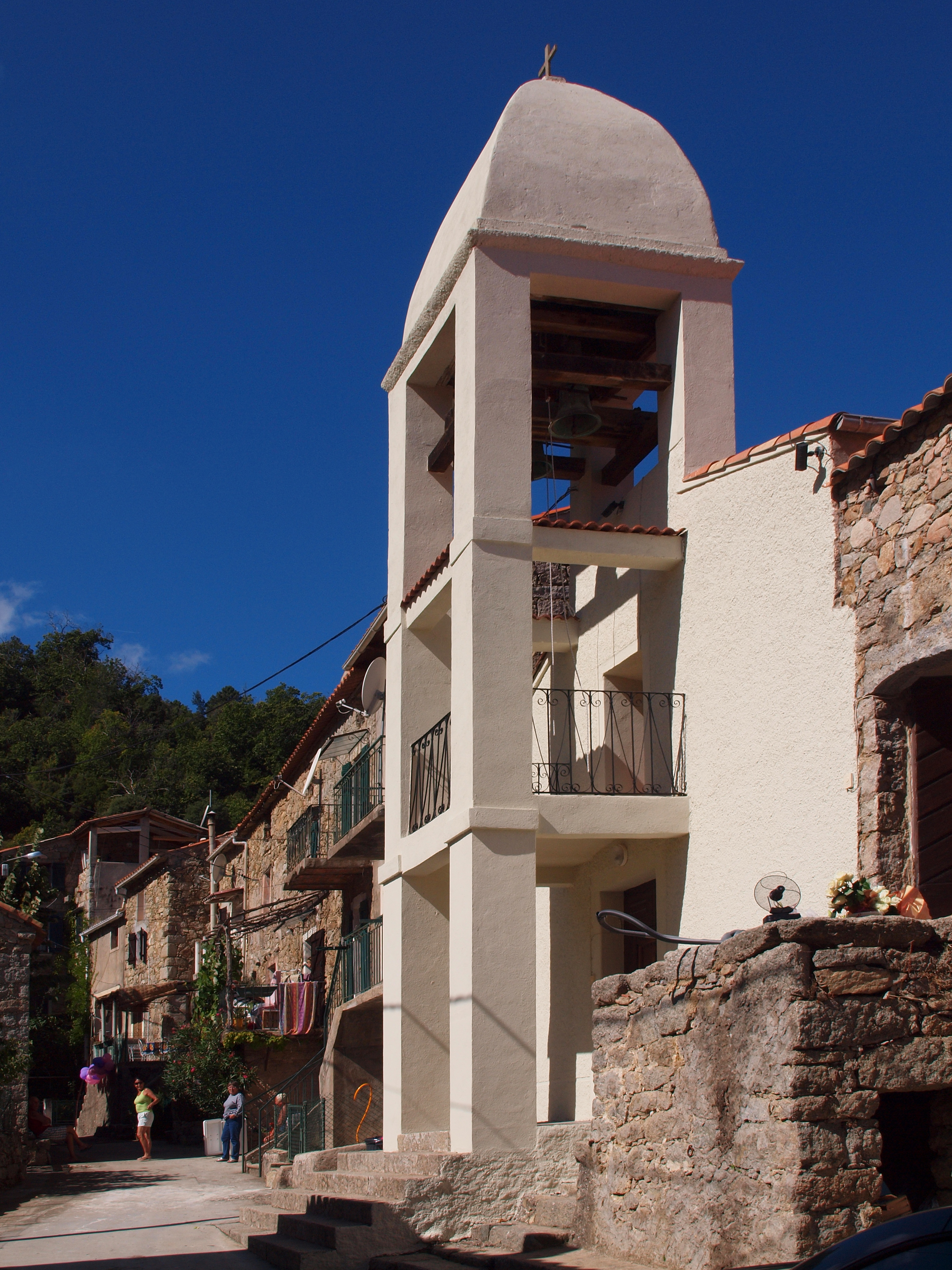
Église Saint-François-Xavier
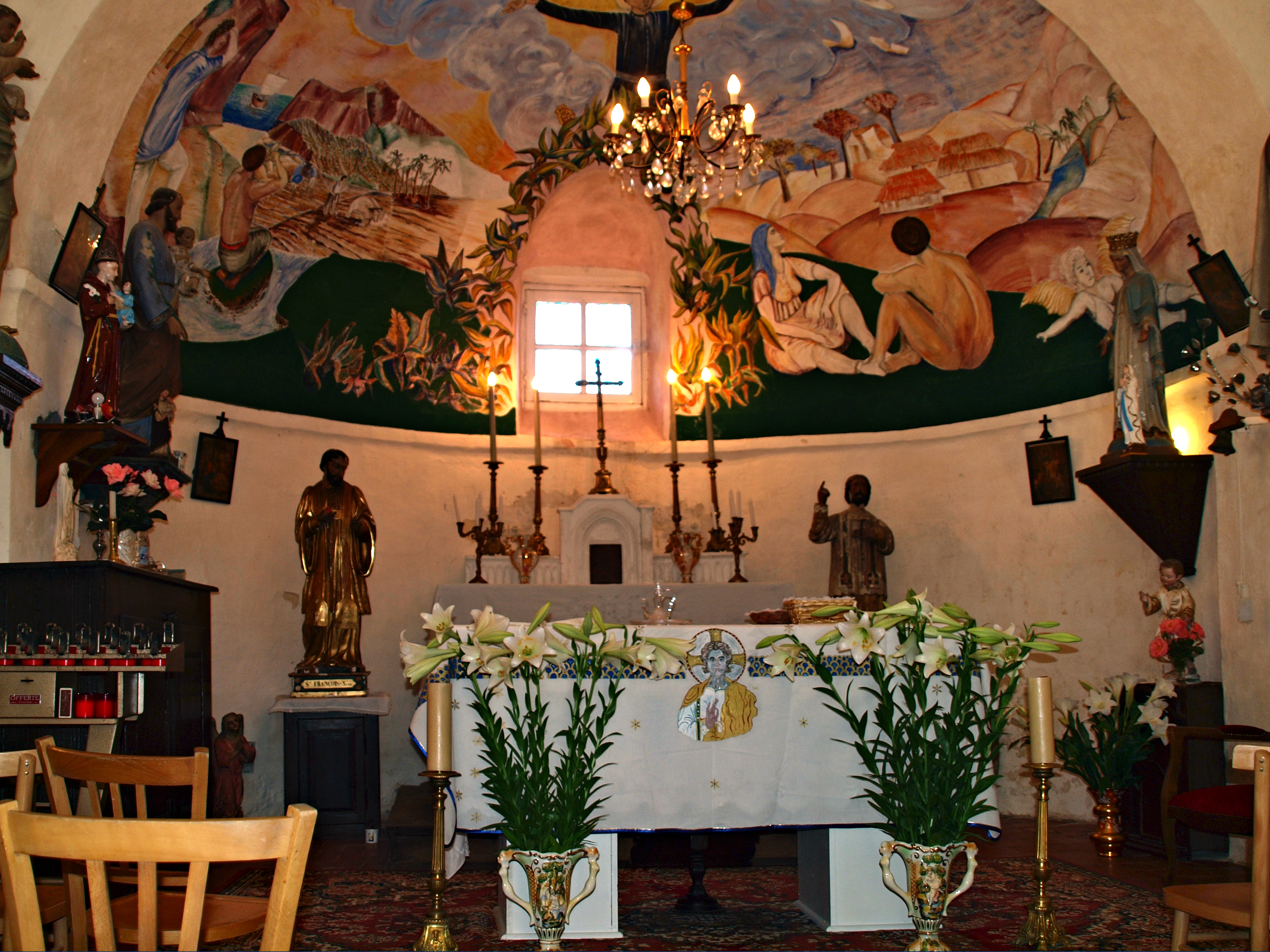
Autel de St-François-Xavier
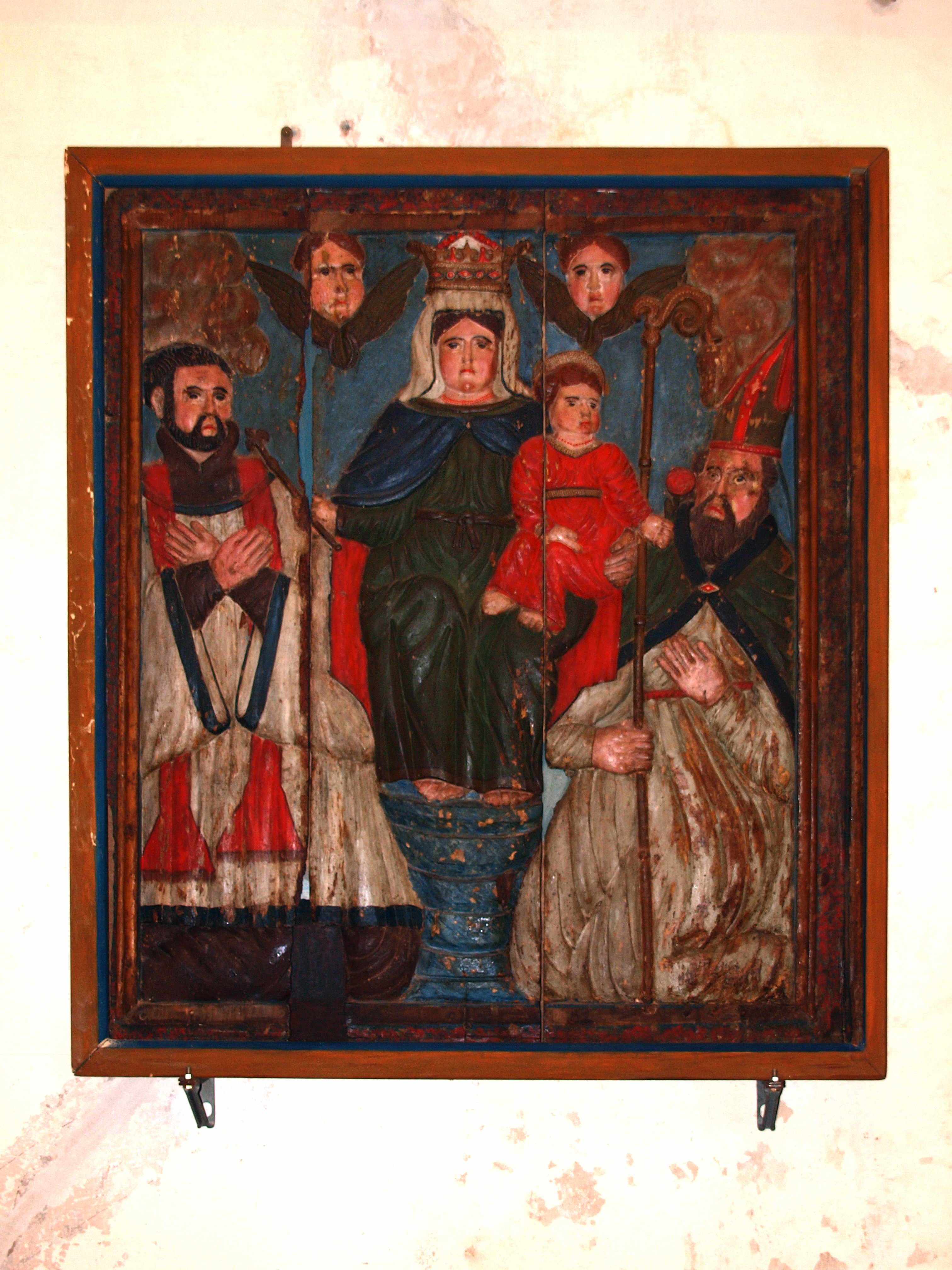
Tableau dans l'église St-François-Xavier
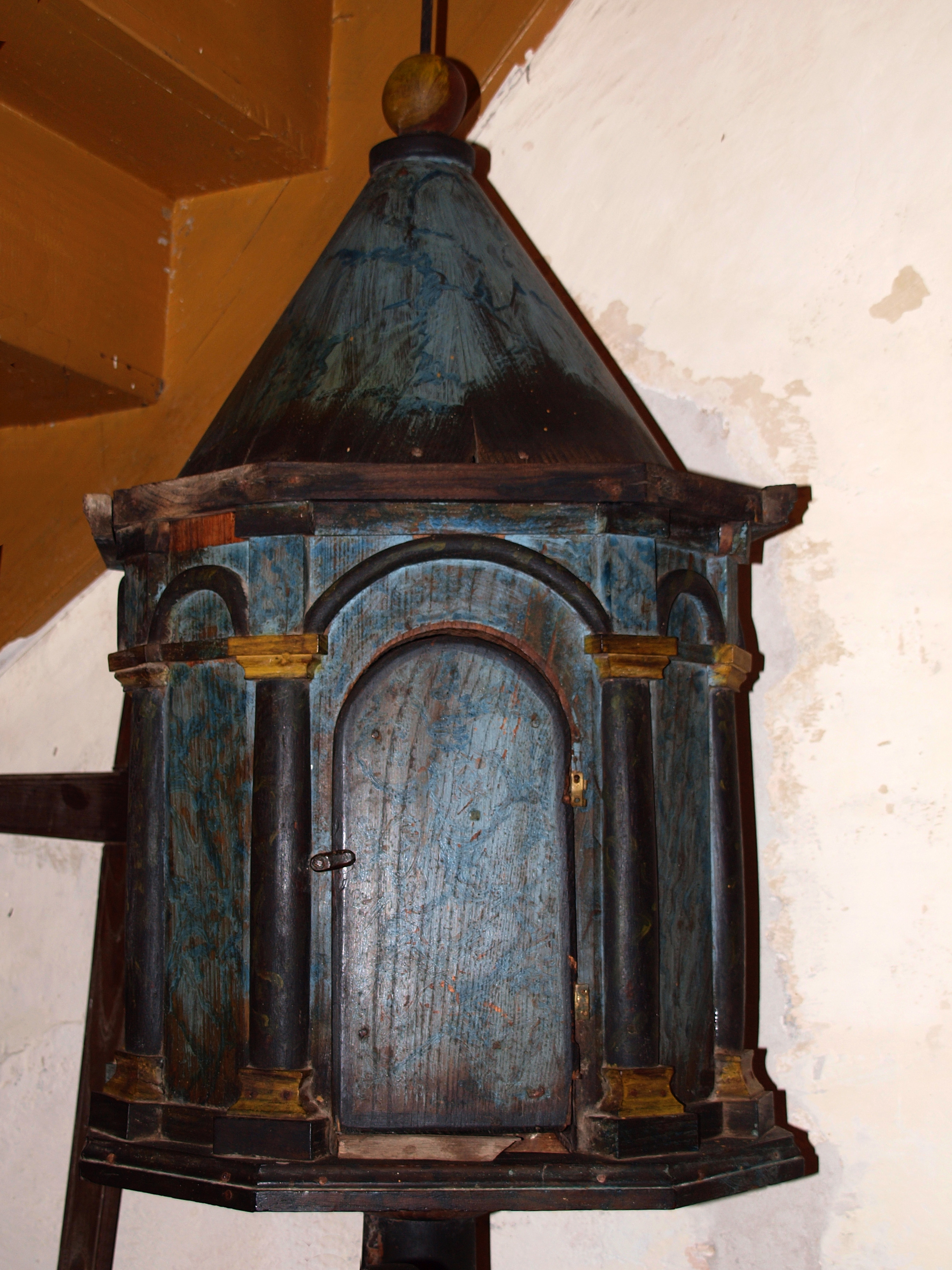
Tabernacle de St-François-Xavier

#### Mine de cuivre dite concession de Prunelli
Les excavations et logements d'ouvriers afférents à l'exploitation de la mine au début du XIXe siècle, situés aux lieudits Revinda, Gradi et Livida Mala et datant de la 2e moitié XIXe siècle - 1er quart XXe siècle, sont repris à l'Inventaire général du patrimoine culturel.

#### Le pont de Zaglia

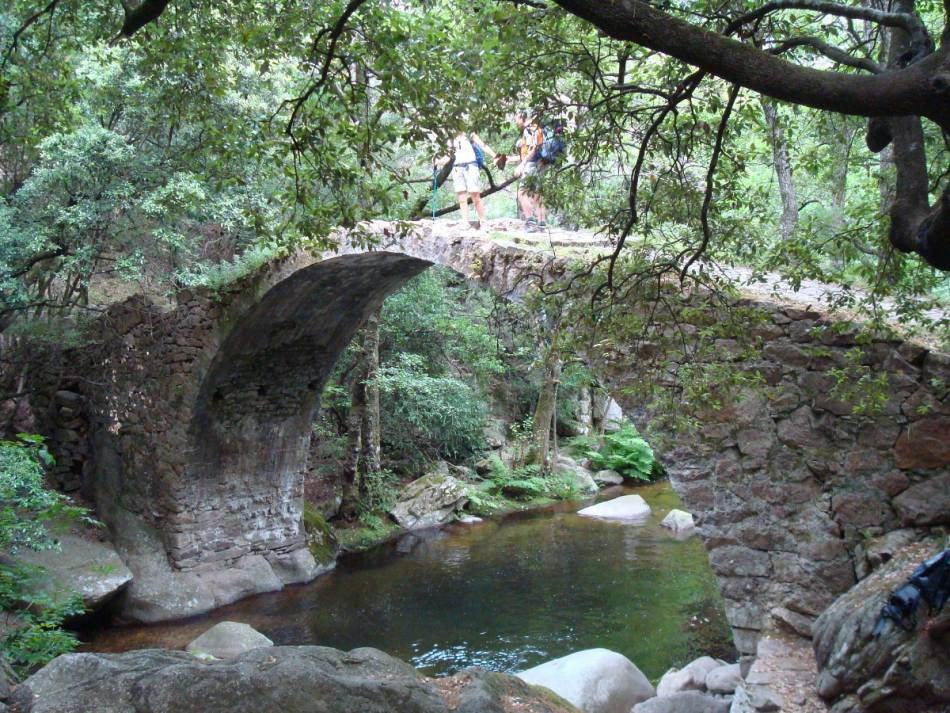
Pont de Zaglia sur le Tavulella

Ce pont génois est situé « à cheval » sur Marignana et Évisa. Il enjambe le Porto dans les gorges de Spelunca (Spilonca), au lieu-dit Tavulella, et était autrefois emprunté par les bergers niolins pour la transhumance. Il est classé Monument historique par arrêté du 26 juin 1990.

#### Autres patrimoines civils
- Monument aux morts, sur la façade antérieure de l'église paroissiale Saint-Jacques.
- Mémorial Xavier Coppolani. Un monument à son honneur a été érigé à Marignana son village natal, au lieu-dit a Pughjola.
- Fontaine publique située au lieu-dit a Pughjola.

### Patrimoine naturel

#### Parc naturel régional
Marignana est une commune adhérente au Parc naturel régional de Corse, dans son « territoire de vie » appelé Dui-Sevi.

#### ZNIEFF
Cargèse est concernée par deux ZNIEFF de 2e génération :
Chênaie verte d'Esigna-Revinda-Menasina-Paomia
L'intérêt porte sur l'espèce déterminante de reptile Algyroides fitzingeri (Wiegmann, 1834).
Le secteur couvre 803 ha des communes de Cargèse et de Marignana. Il est constitué d'un ensemble de quatre zones séparées géographiquement, dans l'arrière pays de Cargèse.
Au nord, la zone de Revinda est divisée en deux parties distribuées sur les versants opposés de la colline de Revinda où se situe le hameau.
Au centre, la zone d'Esigna, la forêt d'Esigna, qui est la plus vaste, s'étend sur cinq kilomètres de longueur sur le versant nord du Capu di Bagliu, en rive gauche du ruisseau d'Esigna.
Au sud-ouest, la zone de Menasina, traversée par le ruisseau de Menasin, se présente sous l'aspect d'un petit cirque boisé qui domine la mer.
À l'ouest de Menasina, la zone de Paomia occupe le haut bassin du ruisseau d'Arbitreccia entre 150 et 400 mètres d'altitude en aval du hameau de Rondulinu.
Ces quatre zones réparties sur des versants et des coteaux de l'étage méditerranéen ont une végétation constituée essentiellement de chênes verts associés à un haut maquis à bruyères et à arbousiers à Revinda et Paomia, au frêne orne à Esigna et à l'olivier à Menasina.
Gorges de la Spelunca
La zone couvre une superficie de 263 ha des communes d'Évisa, Ota et Marignana. Elle s'étend en amont du village d'Ota, à partir du pont qui franchit la confluence de la Lonca et du Porto. Elle recèle deux espèces déterminantes d'oiseaux : l'Épervier d'Europe (Accipiter nisus (Linnaeus, 1758)), et le Martinet à ventre blanc, Martinet alpin (Tachymarptis melba (Linnaeus, 1758)).

### Personnalités liées à la commune

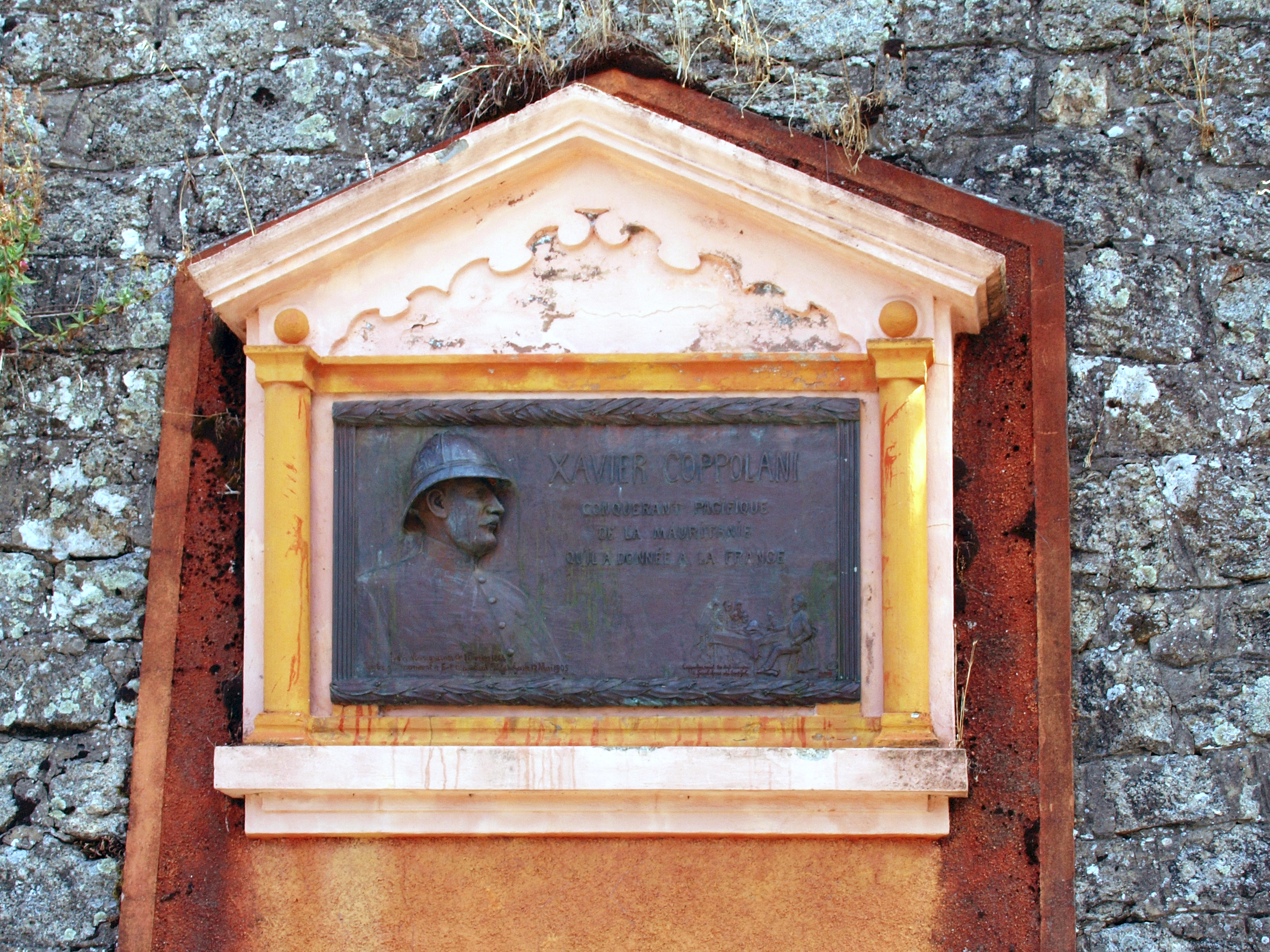
Mémorial Xavier Coppolani

- Xavier Coppolani (Marignana 1866 - Tidjikja, Mauritanie 1905). Administrateur chargé d’organiser le protectorat des Maures et de créer la Mauritanie, spécialiste de l’Islam, mort assassiné dans le Tagant.
- Dominique-Antoine Versini (Marignana 1872 - Ajaccio 1950). Poète de langue corse, probablement le plus connu de son vivant (sous le pseudonyme de « Maistrale ») pour ses poèmes mis en musique et un Almanaccu dit U Bugiardellu[18].
- Jacques-Toussaint Versini (Marignana 1867 - Aiacciu 1922). Écrivain et poète de langue corse. Instituteur, a fondé "A Cispra" avec lui (1914) Pseudonyme : Buscagliolu[18].
- Marie-Jeanne Nesa (résistante en 1942-1943),
- Charles Nesa (résistant en 1942-1943)
- Marie Versini (résistante en 1942-1943)
- Antoine Camilli (résistant en 1942-1943, arrêté et emprisonné à Bastia)